# Kolzowo (Kaliningrad)
Kolzowo (russisch Кольцово, deutsch Kohlau) ist ein kleiner Ort im Südosten der russischen Oblast Kaliningrad. Er gehört zur kommunalen Selbstverwaltungseinheit Munizipalkreis Osjorsk im Rajon Osjorsk.

## Geographische Lage
Kolzowo liegt acht Kilometer südöstlich der Rajonstadt Osjorsk (Darkehmen/Angerapp) an der Kommunalstraße 27K-189 von Jablonowka (Wilhelmsberg) nach Bagrationowo (Wikischken/Wiecken).
Ein Bahnanschluss besteht nicht mehr, seit die Bahnstrecke Insterburg–Lyck mit der Bahnstation in Wikischken/Wiecken nach 1945 in ihrem sowjetischen Abschnitt nicht mehr aktiviert wurde.

## Geschichte
Der Ort wurde vor 1590 als Quallen gegründet. Später hieß er Kolelischken bzw. Kohlelischken. Anfang des 19. Jahrhunderts war Kohlelischken ein Vorwerk der Domäne Königsfelde (heute russisch Nowo-Slawjanskoje). Später wurde der Ort unter dem Namen Kohlau Vorwerk der Domäne Friedrichsberg (heute russisch Pskowskoje). Im Jahr 1863 hatte Kohlau 56 Einwohner. Als Teil des Gutsbezirks Friedrichsberg gehörte Kohlau seit 1874 zum Amtsbezirk Wilhelmsberg (heute  russisch Jablonowka) im Kreis Darkehmen. Im Jahr 1907 lebten in Kohlau 55 Menschen. Am 7. August 1925 wurde Kohlau ein selbstständiger Gutsbezirk. Am 30. September 1928 wurde der Gutsbezirk Kohlau in die Landgemeinde Raudohnen (1938–1945 Raunen, russisch Wolkowo, nicht mehr existent) eingegliedert.
Im Januar 1945 wurde Kohlau von der Roten Armee besetzt. Die neue Polnische Provisorische Regierung ging zunächst davon aus, dass der Ort mit dem gesamten Kreis Darkehmen (Angerapp) unter ihre Verwaltung fallen würde. Im Potsdamer Abkommen (Artikel VI) von August 1945 wurde die neue sowjetisch-polnische Grenze aber unabhängig von den alten Kreisgrenzen anvisiert, wodurch der Ort unter sowjetische Verwaltung kam. Im November 1947 erhielt er den russischen Namen Kolzowo und wurde gleichzeitig dem Dorfsowjet Pskowski selski Sowet in Rajon Osjorsk zugeordnet. Die polnische Umbenennung des Ortes in Kaława im Oktober 1949 wurde nicht mehr wirksam. Im Jahr 1954 gelangte Kolzowo in den Gawrilowski selski Sowet. Von 2008 bis 2014 gehörte der Ort zur Landgemeinde Gawrilowskoje selskoje posselenije, von 2015 bis 2020 zum Stadtkreis Osjorsk und seither zum Munizipalkreis Osjorsk.

## Kirche
Vor 1945 war Kohlau mit seiner überwiegend evangelischen Bevölkerung in das Kirchspiel Kleszowen (1936–1938 Kleschowen, 1938–1946 Kleschauen, heute russisch: Kutusowo) eingepfarrt. Es war dem Kirchenkreis Osjorsk (Darkehmen, 1938–1946 Angerapp) in der Kirchenprovinz Ostpreußen der Kirche der Altpreußischen Union angegliedert. Letzter deutscher Geistlicher war Pfarrer Günther Warm.
Nach 1945 war in der Sowjetunion kirchliches Leben untersagt. Erst in den 1990er Jahren bildeten sich in der Oblast Kaliningrad neue evangelische Gemeinden, von denen die in Kadymka (Eszerningken/Escherningken, 1938–1946 Eschingen) Kolzowo am nächsten liegt. Sie gehört zur neugegründeten Propstei Kaliningrad der Evangelisch-Lutherischen Kirche Europäisches Russland (ELKER). Die zuständigen Pfarrer sind die der Salzburger Kirche in Gussew (Gumbinnen).